# Uitbuiting
Uitbuiting is, in de breedste zin van het woord, gebruikmaken van iemand om er zoveel mogelijk voordeel uit te halen zonder die persoon naar waarde te belonen. De term wordt gebruikt in de context van mensenhandel, waar sprake kan zijn van onder andere economische en seksuele uitbuiting.
In het marxisme is uitbuiting geen uitspatting of uitzonderlijk onrecht, maar een inherente eigenschap van de ongelijke verhouding tussen arbeid en kapitaal in het kapitalisme, waarbij de kapitalist zich de meerwaarde van de arbeid toe-eigent. Volgens de opvatting van Karl Marx en Friedrich Engels, zijn arbeiders genoodzaakt hun arbeidskracht te verkopen aan de kapitalist om simpelweg te kunnen overleven. Deze arbeider moet vaak lange uren werken voor een minimaal loon dat is gebaseerd op het minimale levensonderhoud dat nodig is om de volgende dag weer aan het werk te kunnen gaan.